# Cabra mallorquina

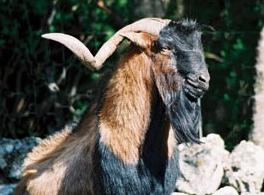
Cabra mallorquina

La cabra mallorquina (Capra aeagrus hircus) és un animal d'origen domèstic, el qual habita les zones muntanyoses de l'illa de Mallorca (Tramuntana i Llevant, principalment), de forma assilvestrada i gairebé sense gestió per part de l'home. És de complexió forta, de temperament nerviós i sempre amb banyes. És un caprí de talla mitjana el mascle del qual presenta cornamenta més gran que la de la femella i barba.Té la capa castany/roig amb marques complementàries de color negre, situades en regions específiques del seu cos, que la distingeixen clarament de les altres races que hi ha a Mallorca, o a la resta d'illes de l'arxipèlag balear. Els mascles poden pesar de 40 a 80 kg, mentre que les femelles pesen de 25 a 40 kg. Ocupa tots els hàbitats propis de la muntanya mallorquina, des del nivell del mar fins als pics més elevats (1447m) i s'alimenta d'herbes, arbusts i glans. Es tracta d'una espècie polígama on la gestació dura cinc mesos, donant a llum una única cria. Les femelles de cabra mallorquina passen gran part de l'any en solitari o en grups molt reduïts, en territoris de petita extensió, criant. En canvi, els mascles adults tenen àrees de campeig molt més extenses.

## Orígens
La cabra fou un dels primers animals domèstics presents a les Illes Balears i és curiós que, malgrat l'escassa pressió selectiva feta sobre aquesta espècie en el transcurs dels anys, els animals presentin una morfologia ben uniforme, almenys en algunes zones de muntanya. En qualsevol cas, es tracta d'un animal d'origen domèstic, que s'hibrida entre si i que es pot trobar en nombroses coloracions.

## Característiques morfològiques
Té el cap gros, amb la línia frontonasal subconvexa. Sempre tenen banyes, grosses i enroscades sobre elles mateixes en els mascles, i més reduïdes i lleugerament divergents en les femelles. Els ulls són reduïts, de mirada viva i amb l'iris de color ambre clar. Les orelles són grosses, proporcionades amb el cap, amples i rectes, i sempre en posició estirada per damunt de l'horitzontal. Els bocs adults mostren un tupè negre, així com un barbó també de color negre. No presenten mamellons.
El coll és llarg, i el cos és ben proporcionat, estirat i un poc recollit de ventre, amb el costellam pla i ben definit, i una gropa inclinada, plana i estreta. La coa és de naixement baix, curta i de forma triangular, sempre poblada de pèl. Les mames són petites, globoses i amb els mugrons petits i situats a la part inferior.
Les extremitats presenten, en general, uns bons aploms i són fortes i ben musculades. Els potons són forts i de color negre.
El pèl és fort i de color castany/roig amb unes zones de color més obscur, quasi negre, que estan formades per una ratxa que recorre, des de damunt del coll, tota l'esquena fins a la coa. En els mascles s'hi dona també una retxa negra que fa la creu amb la de l'espinada, que va de cama a cama passant per damunt de la creu de l'animal.
Tant els mascles com les femelles tenen també de color negre les extremitats a partir del cos, l'entrecuix i el ventre.
En els mascles el front i el morro estan pigmentats de negre, coloració que se intensifica amb l'edat, en tant que les femelles presenten una retxa negra que uneix el llagrimer amb el morro.

## Usos i aprofitament
Aquesta raça està localitzada fonamentalment a la Serra de Tramuntana, malgrat que els darrers anys s'ha escampat descontroladament per finques de marina o garriga. La raça disposa ja d'un estàndard, encara no oficial, que pot conduir de forma progressiva al Llibre genealògic. A les finques de marina i garriga, on s'han introduït darrerament, s'han començat a identificar els reproductors, amb la intenció de constituir nuclis de millora i selecció, que permetin, mitjançant la cessió de reproductors a les finques de muntanya, la millora bassal de la raça.
El cens actual és molt difícil de quantificar, a causa essencialment del sistema d'explotació extensiu que es fa a la zona de muntanya.
L'any 1996 es va crear l'Associació de Ramaders de la Cabra de Raça Mallorquina, amb la finalitat de planificar la selecció morfològica i la millora productiva d'aquests animals.
En moltes zones de muntanya, l'espècie està causant danys importants sobre la vegetació i la regeneració forestal (alzinar, zones cremades, etc.).